# Grigori Danilowitsch Jastrebenezki

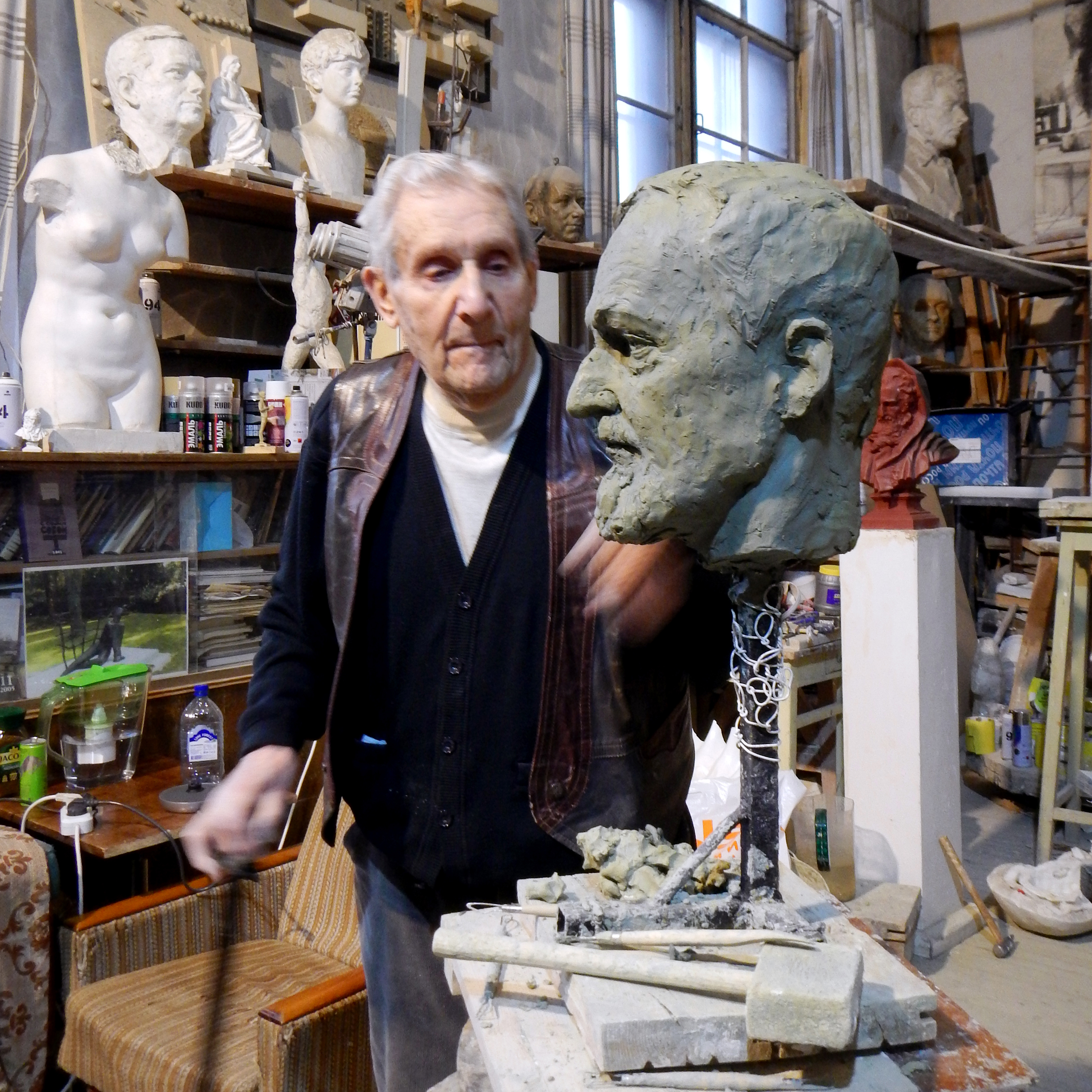
Grigori Jastrebenezki in seinem Atelier in Sankt Petersburg (2020)

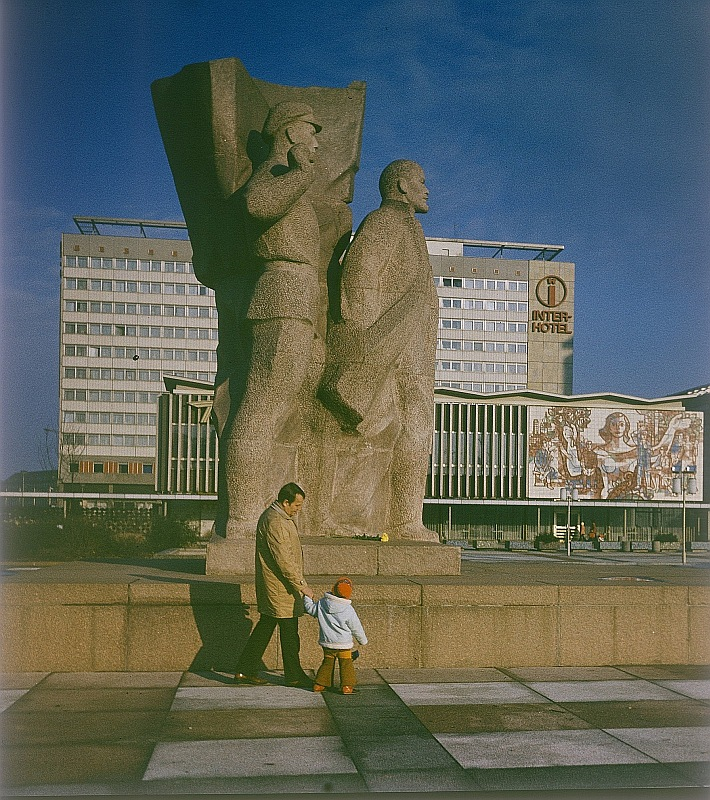
Lenindenkmal, Dresden, 1974

Grigori Danilowitsch Jastrebenezki (russisch Григорий Данилович Ястребенецкий; * 29. Oktober 1923 in Baku, Aserbaidschanische SSR; † 18. März 2022 in Sankt Petersburg) war ein sowjetischer bzw. russischer Bildhauer.

## Leben
Nach der Beendigung der Kunstakademie nahm Jastrebenezki von 1941 bis 1945 am Großen Vaterländischen Krieg teil, in welchem er verwundet und schließlich mit dem Orden des Vaterländischen Krieges I. Klasse ausgezeichnet wurde. 1951 beendete er sein Studium und beteiligte sich im Anschluss an zahlreichen Ausstellungen und schuf monumentale Skulpturen.
Auf dem damaligen Leninplatz in Dresden, heute wieder Wiener Platz, stand bis 1992 das von ihm 1974 konzipierte und geschaffene 120 Tonnen schwere Lenindenkmal aus rotem karelischen Granit. Im Anschluss an die festliche Enthüllung des Denkmals am 6. Oktober 1974 erhielt Jastrebenezki den Martin-Andersen-Nexö-Kunstpreis der Stadt Dresden.
Er schuf auch das Denkmal für russische KZ-Opfer in der KZ-Gedenkstätte Neuengamme sowie das Mahnmal in der Sowjetischen Kriegsgräberstätte Hamburg-Bergedorf.
In der DDR wurde er 1975 mit dem Vaterländischen Verdienstorden in Silber ausgezeichnet.
Jastrebenezki lebte und arbeitete in Sankt Petersburg, wo er 2022 im Alter von 98 Jahren starb.